# L'Express matrimonial
Pour plus de détails, voir Fiche technique et Distribution.
L'Express matrimonial (ou En express) est un film muet français réalisé par Léonce Perret, sorti en 1912.

## Synopsis
Gontran (Léonce Perret) se rend en train à Niort, où il doit rencontrer la fille d'un ami de son oncle, qui souhaite la lui présenter, en vue d'un éventuel mariage. Mais dans le train, il rencontre une jeune femme (Valentine Petit) et cette rencontre va bouleverser ses plans ...

## Fiche technique
- Titre : L'Express matrimonial
- Titre alternatif : En express
- Réalisation : Léonce Perret
- Scénario :  Léonce Perret
- Photographie : Georges Specht
- Société de production : Société des Etablissements L. Gaumont
- Pays d'origine :  France
- Format : Noir et blanc — 35 mm — 1,33:1 — Muet
- Genre : Comédie
- Durée : 13 minutes
- Dates de sortie :
  - France : 13 septembre 1912
  - États-Unis : 3 décembre 1912

## Distribution
- Valentine Petit : Valentine Legrand
- Léonce Perret : Gontran
- Marie Dorly
- Émile Keppens : l'oncle de Gontran
- Edmund Breon